# Sommer-Paralympics 2004/Leichtathletik/10.000 m
Die Ergebnisliste der 10.000-Meter-Läufe bei den Sommer-Paralympics 2004 in Athen

## Männer

### T11
| Platz | Land | Athlet             |
| ----- | ---- | ------------------ |
| 1     | KEN  | Henry Wanyoike     |
| 2     | POR  | Carlos A. Ferreira |
| 3     | ITA  | Andrea Cionna      |

### T13
| Platz | Land | Athlet             |
| ----- | ---- | ------------------ |
| 1     | TUN  | Maher Bouallegue   |
| 2     | CUB  | Diosmani Gonzalez  |
| 3     | LTU  | Kestutis Bartkenas |

### T54
| Platz | Land | Athlet         |
| ----- | ---- | -------------- |
| 1     | FRA  | Joel Jeannot   |
| 2     | THA  | Prawat Wahorum |
| 3     | THA  | Rawat Tana     |